# Perinhós
Périgneux és un municipi francès situat al departament del Loira i a la regió d'Alvèrnia-Roine-Alps. L'any 2007 tenia 1.264 habitants.

## Demografia

### Població
El 2007 la població de fet de Périgneux era de 1.264 persones. Hi havia 504 famílies de les quals 117 eren unipersonals (68 homes vivint sols i 49 dones vivint soles), 154 parelles sense fills, 195 parelles amb fills i 38 famílies monoparentals amb fills.
La població ha evolucionat segons el següent gràfic:
Habitants censats

### Habitatges
El 2007 hi havia 798 habitatges, 502 eren l'habitatge principal de la família, 195 eren segones residències i 101 estaven desocupats. 749 eren cases i 48 eren apartaments. Dels 502 habitatges principals, 445 estaven ocupats pels seus propietaris, 51 estaven llogats i ocupats pels llogaters i 7 estaven cedits a títol gratuït; 3 tenien una cambra, 13 en tenien dues, 75 en tenien tres, 130 en tenien quatre i 281 en tenien cinc o més. 360 habitatges disposaven pel capbaix d'una plaça de pàrquing. A 192 habitatges hi havia un automòbil i a 271 n'hi havia dos o més.

### Piràmide de població
La piràmide de població per edats i sexe el 2009 era:
| Homes | Edats   | Dones |
| ----- | ------- | ----- |
| 0     | 95 o +  | 0     |
| 8     | 90 a 94 | 4     |
| 16    | 85 a 89 | 12    |
| 0     | 80 a 84 | 4     |
| 4     | 75 a 79 | 16    |
| 44    | 70 a 74 | 32    |
| 44    | 65 a 69 | 24    |
| 12    | 60 a 64 | 24    |
| 36    | 55 a 59 | 8     |
| 24    | 50 a 54 | 44    |
| 36    | 45 a 49 | 16    |
| 56    | 40 a 44 | 52    |
| 28    | 35 a 39 | 52    |
| 48    | 30 a 34 | 36    |
| 48    | 25 a 29 | 20    |
| 20    | 20 a 24 | 20    |
| 52    | 15 a 19 | 28    |
| 48    | 10 a 14 | 36    |
| 28    | 5 a 9   | 40    |
| 40    | 0 a 4   | 20    |

## Economia
El 2007 la població en edat de treballar era de 803 persones, 636 eren actives i 167 eren inactives. De les 636 persones actives 595 estaven ocupades (327 homes i 268 dones) i 41 estaven aturades (17 homes i 24 dones). De les 167 persones inactives 75 estaven jubilades, 55 estaven estudiant i 37 estaven classificades com a «altres inactius».

### Ingressos
El 2009 a Périgneux hi havia 532 unitats fiscals que integraven 1.371 persones, la mediana anual d'ingressos fiscals per persona era de 17.799 €.

### Activitats econòmiques
Dels 49 establiments que hi havia el 2007, 1 era d'una empresa extractiva, 3 d'empreses alimentàries, 1 d'una empresa de fabricació d'altres productes industrials, 19 d'empreses de construcció, 5 d'empreses de comerç i reparació d'automòbils, 3 d'empreses de transport, 3 d'empreses d'hostatgeria i restauració, 1 d'una empresa financera, 4 d'empreses immobiliàries, 1 d'una empresa de serveis, 6 d'entitats de l'administració pública i 2 d'empreses classificades com a «altres activitats de serveis».
Dels 20 establiments de servei als particulars que hi havia el 2009, 2 eren tallers de reparació d'automòbils i de material agrícola, 1 guixaire pintor, 6 fusteries, 4 lampisteries, 3 electricistes, 1 empresa de construcció, 1 restaurant i 2 agències immobiliàries.
Dels 3 establiments comercials que hi havia el 2009, 1 era una botiga de menys de 120 m² i 2 fleques.
L'any 2000 a Périgneux hi havia 57 explotacions agrícoles que ocupaven un total de 1.458 hectàrees.

## Equipaments sanitaris i escolars
El 2009 hi havia una escola elemental.

## Poblacions més properes
El següent diagrama mostra les poblacions més properes.